# Свириково
Свириково — деревня в Палкинском районе Псковской области России.
Входит в состав Палкинской волости.
Расположена в 2 км к югу от посёлка Палкино.
Население — 46 человек (2000 год).